# George Frost Kennan
George Frost Kennan (Milwaukee (Wisconsin), 16 de febrer de 1904 – Princeton (Nova Jersey), 17 de març de 2005) conegut com «el pare de la contenció» fou una de les figures més prominents de la Guerra Freda. Els seus escrits influïren en la Doctrina Truman i en la política exterior dels Estats Units de "contenció" envers la Unió Soviètica i el convertiren en una autoritat en la Guerra Freda. El seu "Llarg telegrama" des de Moscou el 1946, i el consegüent (1947) article "Les raons del comportament soviètic" a la revista Foreign Affairs (escrit sota el pseudònim "X") argumentava que el règim soviètic era intrínsecament expansionista i que la seva influència s'havia de "contenir", especialment a les àrees d'importància estratègica per als Estats Units. Aquest texts es consideren texts fundacionals de la política de la Guerra Freda i expressen la política antisoviètica de l'administració Truman. Kennan participà també en la formulació i fundació dels programes i institucions nascuts de la Guerra Freda, com ara el Pla Marshall.
Poc després que les seves idees cristal·litzessin com a política oficial dels EUA, començà a esdevenir crític de les polítiques que ell mateix havia ajudat a configurar. A mitjans de 1948, Kennan estava convençut que la situació a l'Europa Occidental havia canviat i que calia iniciar negociacions amb Moscou. Aquests suggeriments no foren escoltats per l'administració Truman i la influència de Kennan fou cada cop més marginal especialment després del nomenament de Dean Acheson com a Secretari d'Estat el 1949.
A mesura que els Estats Units assumien una estratègia militar més agressiva, Kennan va alertar que s'havien malinterpretat els seus escrits. Kenan mai estigué d'acord amb la cursa armamentista associada a la Guerra Freda, ja que ell no considerava la Unió Soviètica un rival, ni una amenaça, militar (ja que era un país molt desgastat per la guerra) sinó un fort rival ideològic i polític.
El 1950, abandonà el Departament d'Estat dels Estats Units, excepte per dos breus períodes en els quals fou ambaixador a Moscou (1952) i Iugoslàvia (1961-1963) i esdevingué un crític de la política exterior dels EUA. Continuà la seva tasca com a expert i creador d'opinió en afers internacionals fins a la seva mort a l'avançada edat de 101 anys al març del 2005.
Fou autor de disset llibres, dos dels quals guanyaren el Premi Pulitzer, i nombrosos articles sobre relacions internacionals. També va guanyar el Premi de la Pau del Comerç Llibreter Alemany.